# خوان كارلوس الأول
خوان كارلوس الأول (بالإسبانية: Juan Carlos Alfonso Victor María de Borbón y Borbón Dos Sicilias) (5 يناير 1938 -) أحد أفراد العائلة المالكة الإسبانية، وملك إسبانيا من 22 نوفمبر 1975 إلى 19 يونيو 2014، وهو حفيد ألفونسو الثالث عشر، آخر ملوك إسبانيا قبل إلغاء النظام الملكي في عام 1931 والإعلان اللاحق للجمهورية الإسبانية الثانية. أُطلق على خوان كارلوس بعد تنازله عن العرش لقب «الملك الفخري».
ولد خوان كارلوس في روما أثناء نفي عائلته. تولى فرانسيسكو فرانكو الحكم في إسبانيا بعد انتصاره في الحرب الأهلية الإسبانية عام 1939، وثَبُتت مكانة إسبانيا كمملكة في عام 1947، ومُرر قانون يسمح لفرانكو باختيار خليفته. كان والد خوان كارلوس-خوان- الابن الثالث للملك ألفونسو الثالث عشر، الذي طالب في العرش منذ وفاة الملك في فبراير 1941. نظر فرانكو إلى خوان كليبراليّ بشكل كبير، واعتُبر خوان تجاوزًا حلفًا لفرانكو كرئيس للدولة في عام 1969.
عاش خوان كارلوس سنواته الأولى في إيطاليا، وقدم إلى إسبانيا في عام 1947 لمواصلة دراسته. بدأ تدريبه العسكري والتحق بالأكاديمية العسكرية العامة في سرقسطة بعد أن أكمل تعليمه الثانوي في عام 1955. التحق في وقت لاحق بالكلية العسكرية البحرية والأكاديمية العامة للطيران، وأنهى تعليمه العالي في جامعة مدريد.
تزوج خوان كارلوس من الأميرة صوفيا، أميرة اليونان والدنمارك في أثينا في عام 1962، وأنجبا ابنتين وابن: إيلينا وكريستينا وفيليبي. بدأ خوان كارلوس العمل بشكل دوري كرئيس لدولة إسبانيا في صيف عام 1974، بسبب تدهور صحة فرانكو. توفي فرانكو في نوفمبر العام التالي وأصبح خوان كارلوس ملكًا في 22 نوفمبر 1975، بعد يومين من وفاة فرانكو- وهو أول ملك منذ عام 1931- على الرغم من أن والده المنفي لم يتنازل رسميًا عن مطالباته بالعرش لصالح ابنه حتى عام 1977.
افتُرض أن يستمر كارلوس على نهج فرانكو، إلا أنه أدخل إصلاحات لتفكيك نظام فرانكو وبدء انتقال إسبانيا نحو الديمقراطية بعد فترة وجيزة من تولّيه. أدى ذلك إلى الموافقة على الدستور الإسباني لعام 1978 في استفتاء أعاد تأسيس مَلكية دستورية. لعب خوان كارلوس دورًا رئيسيًا في منع انقلاب عام 1981 لإعادة إسبانيا إلى حكومة فرانكوية ملكية. عُدّ القائد الأكثر شعبية في المنطقة الأيبيرية الأمريكية في عام 2008. أُشيد بدوره في انتقال إسبانيا نحو الديمقراطية، إلا أن سمعة الملك والنظام الملكي بدأت تتأثر بعد نشوب الجدل حول عائلته، والتي تفاقمت بسبب الجدل العام الذي تركز على رحلة صيد الفيلة التي قام بها خلال فترة الأزمة المالية في إسبانيا.
تنازل خوان كارلوس- لأسباب شخصية- لابنه، الذي اعتلى العرش باسم فيليبي السادس في يونيو 2014. يعيش خوان كارلوس في منفى من إسبانيا منذ أغسطس 2020، بسبب الزعم بصلات غير لائقة لصفقات تجارية مع المملكة العربية السعودية.

## دراسته
زار إسبانيا للمرة الأولى وهو في عامه العاشر، وأكمل دراسته الثانوية في مدرسة سان إيزيدرو في مدريد. وفي العام 1955 بدأ دراسته الأكاديمية في الكلية العسكرية ليتأهل كطيار عسكري في عام 1960. وفي عام 1961 التحق في جامعة Complutense في مدريد لاستكمال دراسته الجامعية في القانون.

## نشاطات رسمية
في عام 1969 بدأت سلسلة النشاطات الرسمية بعد انخراطه بمكتب رئيس الدولة آنذاك، وبدأ خلالها جولاته السياسية لعدد من الدول الأجنبية مثل فرنسا وألمانيا والولايات المتحدة والصين والهند.

## أمير إسبانيا (1969-1975)
جاء النظام الديكتاتوري لفرانسيسكو فرانكو إلى السلطة خلال الحرب الأهلية الإسبانية، والتي حرضت على تشكيل حكومة من الديمقراطيين والأناركيين والاشتراكيين والشيوعيين، بدعم من الاتحاد السوفيتي والمتطوعين الدوليين، ضد تمرد المحافظين والملكيين والقوميين والفاشيين المدعومين من كل من هتلر وموسوليني، وانتهت بانتصار المتمردين في النهاية. هيمنت حكومة فرانكو الاستبدادية على إسبانيا حتى ستينيات القرن العشرين. زادت احتجاجات الجناح اليساري مع تقدم فرانكو بالعمر، وطالبت الفصائل اليمينية المتطرفة في الوقت ذاته بعودة النظام الملكي الكامل المتشدد. كان إنفانتي خوان، كونت برشلونة ونجل الراحل ألفونسو الثالث عشر وريث عرش إسبانيا في ذلك الوقت. نظر إليه الجنرال فرانكو بريبة شديدة، معتقدًا أنه ليبرالي يعارض نظامه.
نُظر إلى ألفونسو، ابن عم خوان كارلوس الأول ودوق أنجو وقادس كمرشح محتمل أيضًا. عُرف ألفونسو بكونه متحمسًا للفرانكوية وتزوج من حفيدة فرانكو، دونا ماريا ديل كارمن مارتينيز بورديتش إي فرانكو في عام 1972.
قرر فرانكو أن يتخطى جيلًا وسمّى نجل خوان دي بوربون، الأمير خوان كارلوس، خلفه الشخصي. أمِل فرانكو في إعداد الأمير الشاب للسيطرة على الأمة مع الحفاظ على الطبيعة شديدة المحافظة والاستبدادية لنظامه. عُيّن خوان كارلوس وريثًا ظاهرًا رسميًا في عام 1969 ومنح لقب أمير إسبانيا (بدلًا من أمير أستورياس بشكل تقليدي). تعيّن على خوان كارلوس الإقسام بالولاء لحركة فرانكو الوطنية كشرط لتسميته وريثًا، الأمر الذي قام به بقليل من التردد الواضح. وافق البرلمان الإسباني على اختياره في 22 يوليو 1969.
التقى خوان كارلوس فرانكو واستشاره عدة مرات بينما كان وريثًا ظاهرًا وشارك أغلب الأحيان في وظائف الدولة الرسمية والاحتفالية، إذ وقف إلى جانب الديكتاتور، مما أثار غضب الجمهوريين المتشددين والليبراليين الأكثر اعتدالًا، الذين أمِلوا أن يؤدي موت فرانكو إلى حقبة من الإصلاح. أيد خوان كارلوس نظام فرانكو علنًا خلال 1969-1975. اعتاد فرانكو على الظهور علنًا رغم سوء صحته خلال تلك السنوات، ما بين المأدبات الرسمية والعروض العسكرية، وذلك برفقة خوان كارلوس. واصل خوان كارلوس الثناء على فرانكو وحكومته بسبب النمو الاقتصادي والتغيرات الإيجابية في إسبانيا.
بدأ خوان كارلوس مع تقدم السنوات، في الاجتماع سرًا مع زعماء المعارضة السياسية والمنفيين، الذين كافحوا من أجل تحقيق الإصلاح الليبرالي في البلاد. كما أجرى محادثات سرية مع والده عبر الهاتف. ظل فرانكو غافلًا إلى حد كبير عن تصرفات الأمير ونفى مزاعم وزرائه ومستشاريه بأن خوان كارلوس كان بأي حال من الأحوال غير مخلص لرؤيته عن النظام.
تولى خوان كارلوس رئاسة الدولة بالإنابة خلال فترات عجز فرانكو المؤقتة في عامي 1974-1975، ومنح فرانكو السلطة الكاملة لخوان كارلوس في 30 أكتوبر 1975. رتّب خوان كارلوس خلال ذلك الوقت سرًا مع الملك المغربي الحسن الثاني شروط ما سميت بالمسيرة الخضراء وفقًا لتقارير وكالة المخابرات المركزية التي رفعت عنها السرية، من أجل الغزو الجزئي للصحراء الإسبانية من قبل المدنيين المغاربة، تلا ذلك عقد اتفاق مدريد لتسليم السيطرة على الإقليم للمغرب وموريتانيا.

## ملكاً لإسبانيا
في 22 نوفمبر 1975 نصب ملكاً على عرش إسبانيا بعد موت الجنرال فرانسيسكو فرانكو حاكم دولة إسبانيا.
إذ أنه سليل العائلة المالكة لإسبانيا من آل بوربون، قبل تحولها للجمهورية عام 1931 فوالده هو الأمير خوان، كونت برشلونة، ابن الملك ألفونسو الثالث عشر آخر ملك قبل الجمهورية. وفي رسالته الأولى إلى الأمة أبدى أفكاره الداعية لإعادة الديمقراطية للبلاد.
في سنة 2007، تصدر خوان كارلوس استفتاء إل إسبانيول دي لا إستوريا (الإسباني التاريخي) الذي أجرته قناة أنتينا 3 الإسبانية لاختيار أعظم شخصية إسبانية في التاريخ.

## تنازله عن الحكم
في يوم 2 يونيو عام 2014 أعلن رئيس وزراء إسبانيا أن الملك خوان كارلوس الأول يرغب بالتنازل عن الحكم لابنه وولي العهد الأمير فيليبي، بسبب تراجع صحته كما أنه أجرى عدة عمليات في الفخذ في السنوات الأخيرة، وبعد أخذ موافقة البرلمان تنحى الملك ووقع مرسوم التنحي بنفسه في 18 يونيو 2014 بالقصر الملكي في مدريد. وأصبح المرسوم نافذا في منتصف الليل، ومع أول لحظة من يوم 19 يونيو 2014 أصبح ولي العهد فيليبي ملكا على إسبانيا.

## أسرته
في 14 مايو 1962 تزوج من الأميرة صوفيا الابنة الكبرى للملك باول الأول ملك اليونان، وأنجبا:
- الأميرة إيلينا (مواليد 1963).
- الأميرة كريستينا (مواليد 1965).
- الأمير فيليبي (مواليد 1968، ولي العهد).

## وصلات خارجية
- خوان كارلوس الأول على موقع IMDb (الإنجليزية)
- خوان كارلوس الأول على موقع الموسوعة البريطانية (الإنجليزية)
- خوان كارلوس الأول على موقع مونزينجر (الألمانية)
- خوان كارلوس الأول على موقع إن إن دي بي (الإنجليزية)
- خوان كارلوس الأول على موقع قاعدة بيانات الفيلم (الإنجليزية)
- خوان كارلوس الأول على موقع كينوبويسك (الروسية)
- خوان كارلوس الأول على موقع أوليمبيديا (الإنجليزية)
- الموقع الرسمي للأسرة المالكة الإسبانية